# Cyclobrachia auriculata
Cyclobrachia auriculata är en ringmaskart som beskrevs av Ivanov 1960. Cyclobrachia auriculata ingår i släktet Cyclobrachia och familjen skäggmaskar. Inga underarter finns listade i Catalogue of Life.